# McPhee Reservoir
Das McPhee Reservoir ist ein Stausee in Montezuma County im US-Bundesstaat Colorado.
Der Stausee entstand 1983–1984 durch die Errichtung des 82 m hohen und 418 m breiten Staudamms McPhee Dam sowie des 19,5 m hohen und 579 m langen Deiches Great Cut Dike. Das 1992 in Betrieb genommene Wasserkraftwerk verfügt über eine Turbine mit einer Leistung von 1,283 MW. Zwischen September 1994 und Januar 1997 war das Kraftwerk wegen Turbinenproblemen außer Betrieb. Die geplante jährliche Energieerzeugung beläuft sich auf 36,578 GWh. Neben der Stromerzeugung dient die Talsperre  dem Hochwasserschutz.
Das Wasser der Talsperre wird zur Bewässerung landwirtschaftlicher Flächen, zur Trinkwasserversorgung sowie als Brauchwasser für industrielle Zwecke genutzt. Ferner dient der Stausee der Naherholung und ist sowohl für die dort lebenden Wildtiere als auch für örtliche Fischarten von Vorteil.
Der 2110 m hoch gelegene Stausee liegt 400 km südwestlich von Denver in der Nähe der Grenze zu Utah. Er bedeckt bei Vollstau eine Fläche von 18,09 km².
Der Name des Stausees leitet sich vom Betreiber einer an dieser Stelle im Jahr 1924 errichteten Sägemühle, der McPhee-McGinity Lumber Company, ab.